# Daniel Majstorović
Daniel Majstorović est un footballeur suédois d'origine serbe né le 5 avril 1977, à Malmö (Suède). Il joue en tant que défenseur central. Il est également international suédois et a disputé l'Euro 2008.

## Biographie
Majstorović commence sa carrière au IF Brommapojkarna, qui évolue alors en Superettan, la deuxième division suédoise. Il dispute 20 matchs durant sa première saison avant d'en jouer 14 durant sa deuxième année. 
En 1997, il répond favorablement à la demande du SC Fortuna Cologne, club de 2. Bundesliga. Il dispute 24 matchs (pour 2 buts) avec le club de Rhénanie mais revient au pays au bout d'une saison. Il rejoint alors les rangs du Västerås SK FK, relégué en Deuxième division au début de la saison 1999 et devient rapidement l'un des joueurs préférés des supporters des Verts et blancs. Grâce à ses performances, il est repéré par le club de Malmö FF qui vient d'être promu en 1e Division, grâce notamment aux belles performances du jeune Zlatan Ibrahimović, meilleur buteur de l'équipe. Majstorović fait petit à petit son trou chez les Blues disputant ainsi 86 matchs en 4 saisons de 2001 à 2004 (9 buts). C'est alors qu'il décroche sa première sélection avec l'équipe de Suède le 16 février 2003 lors d'un tournoi amical en Thaïlande face au Qatar (3-2). Titulaire en charnière centrale, il permet à Malmö FF de retrouver sa gloire passée en remportant le titre de Champion de Suède 2004 15 ans après sa dernière couronne.
C'est sur ce titre de Champion et contre la somme de 800 000 euros que Majstorović quitte de nouveau la Suède pour rejoindre la Eredivisie, et le FC Twente. Il y joue 50 matchs, marque 4 buts et remporte la Coupe Intertoto 2006. Mais son court passage aux Pays-Bas est marqué par sa dispute à l'entrainement avec son coéquipier Blaise Nkufo et sa suspension de sept matchs à la suite d'un accrochage avec Martin Drent, joueur du FC Groningue en mars 2005.
En janvier 2006, et malgré l'intérêt de l'Ajax Amsterdam, du PSV ou de Newcastle, il signe pour le club suisse du FC Bâle pour la somme de 1,3 million d'euros. Dès son second match avec le club bâlois, il inscrit le but de l'égalisation sur le terrain de l'AS Monaco (1-1) en seizièmes de finale de la Coupe UEFA. Vice-Capitaine de l'équipe (derrière Ivan Ergić), Majstorović inscrit de nombreux buts durant son passage en Suisse (23 en 85 matchs). À la fin de la saison 2007-2008, il est ainsi le deuxième meilleur marqueur de l'équipe (11 buts) derrière Marco Streller et ses 12 buts. Il marque ainsi un penalty importantissime à la 93e minute de la victoire en finale de la Coupe de Suisse 2007 face à Lucerne (1-0) qui couronne le troisième doublé Coupe-Championnat dans l'Histoire du club.
Après un transfert raté en Turquie à Trabzonspor en janvier 2008, il signe finalement un contrat de trois ans et sans indemnité de transfert avec les Grecs de l'AEK Athènes le 19 mai 2008. Le 14 août 2008, il joue son premier match sous ses nouvelles couleurs face aux Chypriotes de l'Omonia Nicosie (0-1) lors d'un match de la Coupe UEFA 2008-2009. Jouant en défense aux côtés de l'international grec Sotírios Kyriákos et du Portugais Geraldo Alves, il joue 67 matchs durant ses deux saisons dans le championnat hellène.
Durant l'été 2010, il signe libre et pour deux ans avec le club écossais du Celtic Glasgow. Il fait ses débuts avec les Celts le 19 août 2010 lors d'une rencontre de Ligue Europa face aux Hollandais d'Utrecht (victoire 2-0). Majstorović inscrit son premier but le 9 janvier 2011 lors de la rencontre de Coupe d'Écosse opposant les siens au club de troisième division de Berwick Rangers (2-0). En finale de cette compétition, le 21 mai 2011, face à Motherwell, il dispute l'intégralité du match qui voit le club catholique de Glasgow l'emporter par 3 à 0. Après une fracture à la pommette (à la suite d'un choc avec le milieu de terrain de St Johnstone, David Robertson) qui l'éloigne des terrains durant quelques semaines durant l'hiver 2011-2012, il fait son retour en équipe première le 8 février 2012 face à Heart of Midlothian (4-0). Quelques jours plus tard, le 28 février 2012, il est victime d'une grave blessure (rupture des ligaments croisés) à la suite d'un choc avec deux de ses coéquipiers en sélection, Anders Svensson et Zlatan Ibrahimović lors d'un entrainement précédant une rencontre face à la Croatie. Majstorović doit mettre fin prématurément à sa saison et doit du coup renoncer à la phase finale de l'Euro 2012 en Ukraine et en Pologne.

## Palmarès
- Malmö FF
  - Vainqueur du Championnat de Suède : 2004
- FC Bâle
  - Vainqueur du Championnat de Suisse : 2008
  - Vainqueur de la Coupe de Suisse : 2007, 2008
- Celtic FC
  - Vainqueur du Championnat d'Écosse : 2012
  - Vainqueur de la Coupe d'Écosse : 2011

## Équipe nationale

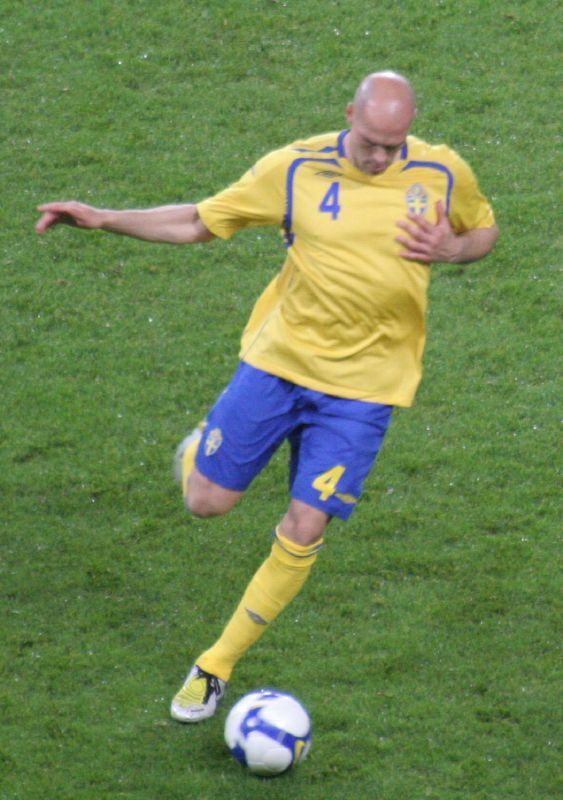

Alors qu'il évolue à Malmö, Daniel Majstorović est sollicité par Lars Lagerbäck et Tommy Söderberg pour porter le maillot de la sélection suédoise. Il connait sa première cape lors de la King's Cup, tournoi amical international en Thaïlande. Le 16 février 2003, il participe au succès face au Qatar (3-2). Quatre jours plus tard, il inscrit son premier but sous le maillot jaune et bleu face aux Thaïlandais (4-1). Majstorović n'est pas choisi pour disputer les phases finales de l'Euro 2004 et de la Coupe du monde 2006. Il est par contre intégré dans le groupe suédois pour l'Euro 2008 en Autriche et en Suisse mais ne quitte pas le banc lors des trois rencontres de son équipe, piteusement éliminée en phase de poules. Quatre ans plus tard, quelques mois avant la phase finale de l'Euro 2012, en février 2012, en marge d'une rencontre comptant pour les éliminatoires face à la Croatie, il est victime d'une rupture des ligaments croisés du genou qui le condamne à déclarer forfait pour la compétition et la fin de saison.